# Dennis O'Connor (juge)
Dennis O'Connor était un juge canadien. Il a été juge-en-chef associé de l'Ontario de 2001 à 2012 et juge à la Cour d'appel de l'Ontario de 1998 à 2012. Le 30 juin 2016, il a été fait officier de l'ordre du Canada. La même année, il a également été fait membre de l'ordre de l'Ontario.